# Fatehpur (huyện)
Huyện Fatehpur là một huyện thuộc bang Uttar Pradesh, Ấn Độ. Thủ phủ huyện Fatehpur đóng ở Fatehpur. Huyện Fatehpur có diện tích 4152 ki lô mét vuông. Đến thời điểm năm 2001, huyện Fatehpur có dân số 2305847 người.